# Z (филм)
„Z“ (на френски: Z) е френско-алжирски филм от 1969 година, политически трилър на режисьора Костас Гаврас по негов сценарий в съавторство с Василис Василикос и Хорхе Семпрун, базиран на едноименния роман на Василикос.
Сюжетът се основава на действителните събития около убийството на политическия лидер Григорис Ламбракис в Солун през 1963 година, като се фокусира върху опитите на добросъвестен следовател да разкрие действителните обстоятелства около престъплението, въпреки нежеланието на властите. Главните роли се изпълняват от Жан-Луи Трентинян, Пиер Дюкс, Жак Перен, Ив Монтан, Марсел Бозюфи.
„Z“ получава награди „Оскар“ за най-добър чуждоезичен филм и най-добър монтаж, като е номиниран и в три други категории (за най-добър филм, най-добър режисьор и най-добър адаптиран сценарий).